# Сироткин, Олег Сергеевич
Оле́г Серге́евич Сиро́ткин (род. 1940) — советский и российский учёный и инженер. Специалист в области технологии машиностроения и технологических машин, доктор технических наук, профессор, член-корреспондент РАН (2008). Отец автогонщика Сергея Сироткина (род. 1995).
В 2021 году на совместном заседании Евразийской Экономической Комиссии (ЕЭК), Научного Совета РАН и Национальной Технологической Палаты выступил инициатором создания «Евразийского Технологического Института». ЕТИ-Центр высоких технологий, ЕЭК и ЕАЭС (Евразийский Экономический Союз) совместно с Научным Советом РАН сформировал программы по устойчивому развитию стран ЕАЭС и повышению конкурентоспособности продукции и услуг на мировом рынке.

## Биография
Родился 20 июня 1940 года в Москве.
В 1963 году — окончил МАТИ, специальность «инженер-механик по самолётостроению», после чего работал инженером конструктором в ОКБ имени А. Н. Туполева.
В 1969 году — защитил кандидатскую диссертацию.
В 1972 году — утверждён в звании доцента по кафедре «Технология производства летательных аппаратов» МАИ, а в 1981 году — в звании профессора на той же кафедре.
В 1980 году — защитил докторскую диссертацию, тема: «Технологические основы создания высокоэффективных конструкций и соединений летательных аппаратов из композиционных материалов».
Работает в Национальном институте авиационных технологий, в том числе занимал пост директора института с 1990 до 2015 года.
В 2008 году — избран членом-корреспондентом РАН.

## Научная деятельность
Специалист в области технологии машиностроения и технологических машин.
Основные научные результаты:
- постановка задач синтеза новых технологий и технологических машин;
- осуществлена постановка и решены целый класс новых задач в области технологии, технологических машин и технологической наследственности конструкций;
- с помощью вариационных методов механики решены задачи формообразования деталей с нелинейным упрочнением, в аналитической постановке с помощью теорий функций комплексного переменного решены важные задачи концентрации напряжений в краевых зонах композитных и металлических конструкций;
- предложены новые технологии пластического формообразования деталей, новые методы сборки и соединений, методы намотки, выкладки и пультрузии для композитов.

Автор 164 научных работ, из них 15 монографий и 17 авторских патентов.
Главный редактор журнала «Авиационная промышленность», член редколлегии журнала «Мехатроника», председатель НТС по промышленным технологиям.

## Награды
- Премия Правительства Российской Федерации в области науки и техники (в составе группы, за 2000 год) — за разработку высокоэффективных технологических процессов литья и новых алюминиевых сплавов для получения интегральных литых конструкций гарантированного качества[3]
- Медаль «В ознаменование 100-летия со дня рождения Владимира Ильича Ленина» (1970)
- Медаль «В память 850-летия Москвы» (1997)
- «Почётный авиастроитель Российской Федерации» (2000)
- Медаль и диплом имени академика С. И. Вавилова (2002)
- Золотая медаль РАН имени С. И. Вавилова[уточнить]